# Li Berwette
Li Berwette is een Belgisch bier. Het wordt gebrouwen door Brasserie Saint-Monon te Ambly in opdracht van Confrérie du Busson te Buissonville.

## Achtergrond
De “Broederschap van de Busson” of “Confrérie du Busson” werd in 1999 opgericht door een paar vrienden met als doel activiteiten rond bier te organiseren. In 2001 begonnen ze ook met het (laten) brouwen van eigen bieren. De naam van het bier “Li Berwette” komt van "berwette", wat kruiwagen betekent in het Waals ("la brouette" in het Frans). Toen het bier voor het eerst gebrouwen werd, bleek er een kruiwagen nodig te zijn om alle grondstoffen aan te voeren.

## De bieren
Er zijn twee varianten:
- Li Berwette is een amberkleurig bier van hoge gisting met een alcoholpercentage van 8%. Het bier werd gelanceerd in 2001.
- Li Berwette di Noyè is een donkerbruin kerstbier van hoge gisting met een alcoholpercentage van 8,5%. Noyè is Waals voor Kerstmis.